# 諾氏星鯊
諾氏星鲨（学名：Mustelus norrisi），又稱諾氏貂鯊，為軟骨魚綱真鯊目皺唇鯊科星鯊屬的一種，分布於西大西洋美國佛羅里達州至墨西哥灣北部、加勒比海至委內瑞拉北部海域，深度1至100公尺，體長最大可達110公分，體重可達13.8公斤，棲息在沙泥底質大陸棚底層水域，屬肉食性，以甲殼類及其他小魚為食，卵胎生，雌魚一次可產下7至14尾幼魚，生活習性不明，可做為食用魚。

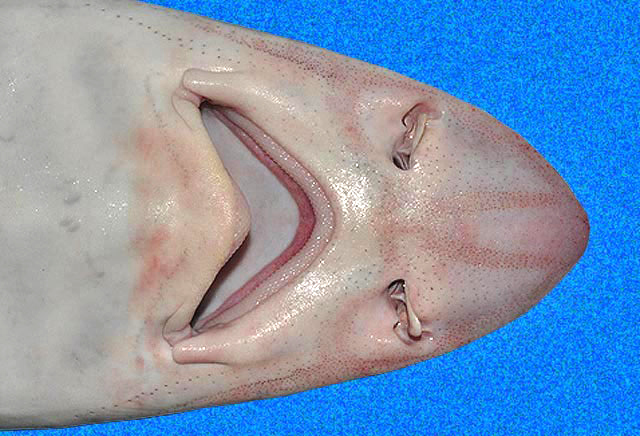
頭部
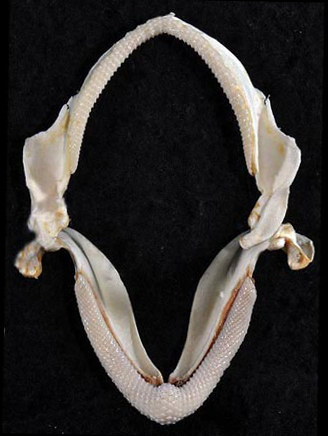
上下顎
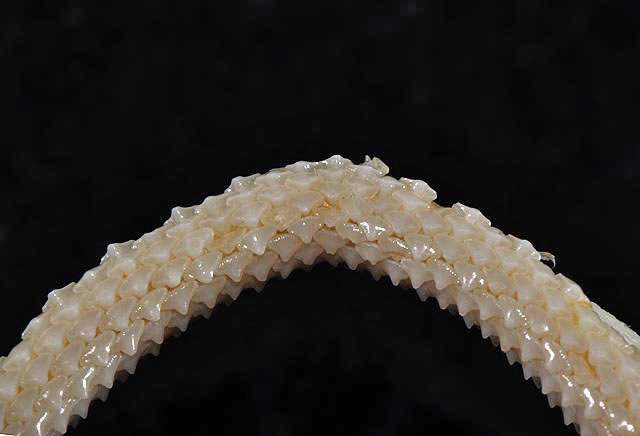
上排牙齒
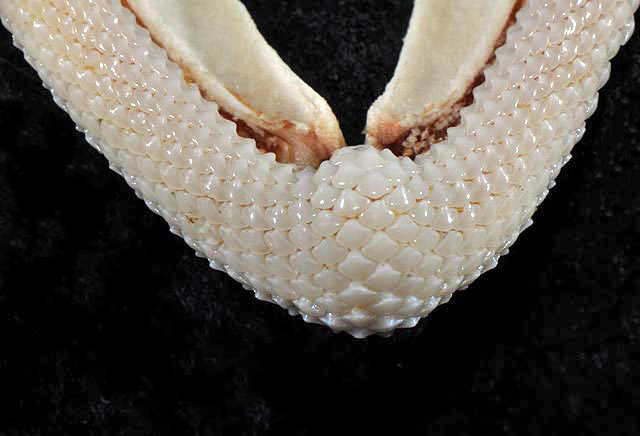
下排牙齒